# JET BEST
『JET BEST』（ジェット・ベスト）は、横関敦のベスト・アルバム。

## 内容
自身の作品としては約5年5ヶ月ぶりで、初のベスト・アルバムとなった本作は多数の海外アーティストを迎えたatsushi yokozeki project名義含むパブリック・イメージ在籍時代のギターインスト収録した。

## 収録曲
1. JET FINGER
作曲・編曲：横関敦
2. Mother Nile
作曲・編曲：横関敦
3. Violent Waves of Dinosaur
作曲：横関敦　編曲：横関敦・三柴理
4. Active Volcano
作曲：横関敦　編曲：横関敦・三柴理
5. Victim of Strongs
作曲：横関敦　編曲：横関敦・三柴理
6. SEA OF JOY
作曲：横関敦　編曲：横関敦・三柴理
7. THE DESIRE
作曲：横関敦　編曲：横関敦・三柴理
8. September 1990
作曲：横関敦　編曲：横関敦・三柴理
9. Tears of Sphinx
作曲・編曲：横関敦・三柴理
10. Boundless
作曲：横関敦　編曲：横関敦・三柴理
11. Preparation of Action
作曲：横関敦　編曲：横関敦・三柴理
12. Moonsaurus
作曲：横関敦　編曲：横関敦・三柴理
13. Tears of crown
作曲・編曲：横関敦
14. d.a.i
作曲・編曲：横関敦

## レコーディング参加
- 横関敦 - ギター、ベース
  - 関雅夫 - ベース
  - 諸田コウ - ベース
  - カーマイン・アピス - ドラム
  - 小森啓資 - ドラム
  - そうる透 - ドラム
  - 日向大介 - キーボード
  - 増田隆宣 - キーボード
  - 三柴理 - キーボード